# Aittosaari (ö i Päijänne-Tavastland, Lahtis, lat 61,62, long 26,05)
Aittosaari är en ö i Finland. Den ligger i sjön Jääsjärvi och i kommunen Gustav Adolfs i den ekonomiska regionen  Lahtis ekonomiska region  och landskapet Päijänne-Tavastland, i den södra delen av landet, 170 km norr om huvudstaden Helsingfors. Öns area är 10,2 hektar och dess största längd är 430 meter i nord-sydlig riktning.